# Piprankesläktet
Piprankesläktet (Aristolochia) är ett släkte i familjen piprankeväxter med cirka 400 arter. De flesta arterna är tropiska eller subtropiska, men det finns också arter i tempererade områden.

## Dottertaxa till Piprankor
Sorterade i alfabetisk ordning

- Aristolochia acantophylla
- Aristolochia acutifolia
- Aristolochia albertiana
- Aristolochia albida
- Aristolochia amara
- Aristolochia amazonica
- Aristolochia andina
- Aristolochia anguicida
- Aristolochia angustifolia
- Aristolochia antennifera
- Aristolochia apoloensis
- Aristolochia arborea
- Aristolochia arcuata
- Aristolochia arenicola
- Aristolochia argentina
- Aristolochia argyroneura
- Aristolochia asclepiadifolia
- Aristolochia asperifolia
- Aristolochia atlantica
- Aristolochia atropurpurea
- Aristolochia auricularia
- Aristolochia austrochinensis
- Aristolochia baenzigeri
- Aristolochia baetica
- Aristolochia bahiensis
- Aristolochia balansae
- Aristolochia bambusifolia
- Aristolochia baracoensis
- Aristolochia barbourii
- Aristolochia baseri
- Aristolochia batucensis
- Aristolochia bianorii
- Aristolochia bicolor
- Aristolochia bilabiata
- Aristolochia billardieri
- Aristolochia bilobata
- Aristolochia birostris
- Aristolochia bodamae
- Aristolochia boliviensis
- Aristolochia boosii
- Aristolochia bottae
- Aristolochia bracteolata
- Aristolochia bracteosa
- Aristolochia brevifolia
- Aristolochia brevilabris
- Aristolochia brevipes
- Aristolochia bridgesii
- Aristolochia buchtienii
- Aristolochia bukuti
- Aristolochia bullata
- Aristolochia buntingii
- Aristolochia burchellii
- Aristolochia burelae
- Aristolochia burkartii
- Aristolochia cabrerae
- Aristolochia californica
- Aristolochia cambodiana
- Aristolochia cardiantha
- Aristolochia carterae
- Aristolochia castellanosii
- Aristolochia caulialata
- Aristolochia cauliflora
- Aristolochia ceresensis
- Aristolochia chachapoyensis
- Aristolochia chalmersii
- Aristolochia chamissonis
- Aristolochia championii
- Aristolochia chasmema
- Aristolochia chiapensis
- Aristolochia chilensis
- Aristolochia chiquitensis
- Aristolochia chlamydophylla
- Aristolochia chrismuelleriana
- Aristolochia chrysochlora
- Aristolochia cilicica
- Aristolochia claveriana
- Aristolochia clavidenia
- Aristolochia clematitis
- Aristolochia clementis
- Aristolochia clusii
- Aristolochia clypeata
- Aristolochia coadunata
- Aristolochia colimensis
- Aristolochia colombiana
- Aristolochia colossifolia
- Aristolochia conferta
- Aristolochia consimilis
- Aristolochia contorta
- Aristolochia conversiae
- Aristolochia cordata
- Aristolochia cordigera
- Aristolochia cornuta
- Aristolochia cortinata
- Aristolochia coryi
- Aristolochia crassinervia
- Aristolochia cremersii
- Aristolochia cretica
- Aristolochia croatica
- Aristolochia cruenta
- Aristolochia cucurbitifolia
- Aristolochia curcurbitoides
- Aristolochia curtisii
- Aristolochia curviflora
- Aristolochia cymbifera
- Aristolochia cynanchifolia
- Aristolochia daemoninoxia
- Aristolochia dalyi
- Aristolochia dammeriana
- Aristolochia davilae
- Aristolochia debilis
- Aristolochia delavayi
- Aristolochia deltoidea
- Aristolochia didyma
- Aristolochia dinghoui
- Aristolochia disticha
- Aristolochia domingensis
- Aristolochia dongnaiensis
- Aristolochia durangensis
- Aristolochia ehrenbergiana
- Aristolochia ekmanii
- Aristolochia elegans
- Aristolochia elongata
- Aristolochia embergeri
- Aristolochia emiliae
- Aristolochia erecta
- Aristolochia eriantha
- Aristolochia esoterica
- Aristolochia esperanzae
- Aristolochia fangchi
- Aristolochia filipendulina
- Aristolochia fimbriata
- Aristolochia flava
- Aristolochia flexuosa
- Aristolochia floribunda
- Aristolochia foetida
- Aristolochia fontanesii
- Aristolochia fordiana
- Aristolochia forrestiana
- Aristolochia fosteri
- Aristolochia foveolata
- Aristolochia fragrantissima
- Aristolochia fuertesii
- Aristolochia fujianensis
- Aristolochia fulvicoma
- Aristolochia gardneri
- Aristolochia gaudichaudii
- Aristolochia gehrtii
- Aristolochia geniculata
- Aristolochia georgica
- Aristolochia gibertii
- Aristolochia gigantea
- Aristolochia ginzbergeri
- Aristolochia glandulosa
- Aristolochia glaucescens
- Aristolochia glaucifolia
- Aristolochia glossa
- Aristolochia goliathiana
- Aristolochia gorgona
- Aristolochia goudotii
- Aristolochia gourigangaica
- Aristolochia gracilipedunculata
- Aristolochia grandiflora
- Aristolochia grandis
- Aristolochia griffithii
- Aristolochia guadalajarana
- Aristolochia gueneri
- Aristolochia guentheri
- Aristolochia guianensis
- Aristolochia guichardii
- Aristolochia gypsicola
- Aristolochia hainanensis
- Aristolochia haitiensis
- Aristolochia hansenii
- Aristolochia harmandiana
- Aristolochia helix
- Aristolochia heppii
- Aristolochia hians
- Aristolochia hilariana
- Aristolochia hirta
- Aristolochia hispida
- Aristolochia hockii
- Aristolochia hoehneana
- Aristolochia holostylis
- Aristolochia holtzei
- Aristolochia howii
- Aristolochia huanjiangensis
- Aristolochia humilis
- Aristolochia hypoglauca
- Aristolochia hyrcana
- Aristolochia iberica
- Aristolochia impressinervia
- Aristolochia impudica
- Aristolochia incisa
- Aristolochia indica
- Aristolochia inflata
- Aristolochia iquitensis
- Aristolochia isaurica
- Aristolochia islandica
- Aristolochia jackii
- Aristolochia jianfenglingensis
- Aristolochia kaempferi
- Aristolochia kanukuensis
- Aristolochia karwinskii
- Aristolochia kerrii
- Aristolochia killipiana
- Aristolochia klossii
- Aristolochia klugii
- Aristolochia kongkandae
- Aristolochia krausei
- Aristolochia krisagathra
- Aristolochia kunmingensis
- Aristolochia kwangsiensis
- Aristolochia labiata
- Aristolochia lagesiana
- Aristolochia lanceolatolorata
- Aristolochia lassa
- Aristolochia lauterbachiana
- Aristolochia ledongensis
- Aristolochia leprieurii
- Aristolochia leptosticta
- Aristolochia leuconeura
- Aristolochia leytensis
- Aristolochia limai
- Aristolochia lindeniana
- Aristolochia lindneri
- Aristolochia linearifolia
- Aristolochia lingua
- Aristolochia lingulata
- Aristolochia linnemannii
- Aristolochia liukiuensis
- Aristolochia longeracemosa
- Aristolochia longgangensis
- Aristolochia longipes
- Aristolochia longispathulata
- Aristolochia lozaniana
- Aristolochia lutea
- Aristolochia lutescens
- Aristolochia luzmariana
- Aristolochia lycica
- Aristolochia macedonica
- Aristolochia macgregorii
- Aristolochia macrophylla
- Aristolochia macroura
- Aristolochia malacophylla
- Aristolochia manantlanensis
- Aristolochia manaosensis
- Aristolochia manchuriensis
- Aristolochia maranonensis
- Aristolochia marianensis
- Aristolochia mathewsii
- Aristolochia maurorum
- Aristolochia maxima
- Aristolochia medellinensis
- Aristolochia medicinalis
- Aristolochia melanoglossa
- Aristolochia melastoma
- Aristolochia melgueiroi
- Aristolochia meridionalis
- Aristolochia merxmuelleri
- Aristolochia micrantha
- Aristolochia microstoma
- Aristolochia minutiflora
- Aristolochia mishuyacensis
- Aristolochia mollissima
- Aristolochia montana
- Aristolochia morae
- Aristolochia mossii
- Aristolochia moupinensis
- Aristolochia mulunensis
- Aristolochia mutabilis
- Aristolochia mycteria
- Aristolochia nakaoi
- Aristolochia nana
- Aristolochia nauseifolia
- Aristolochia navicularis
- Aristolochia naviculilimba
- Aristolochia nelsonii
- Aristolochia nevesarmondiana
- Aristolochia novoguineensis
- Aristolochia nummularifolia
- Aristolochia oaxacana
- Aristolochia obliqua
- Aristolochia oblongata
- Aristolochia oblongifolia
- Aristolochia occidentalis
- Aristolochia odora
- Aristolochia odoratissima
- Aristolochia olivieri
- Aristolochia onoei
- Aristolochia ophioides
- Aristolochia oranensis
- Aristolochia orbicularis
- Aristolochia ovalifolia
- Aristolochia ovatifolia
- Aristolochia paecilantha
- Aristolochia pallida
- Aristolochia palmeri
- Aristolochia panamensis
- Aristolochia pannosoides
- Aristolochia papillaris
- Aristolochia papillifolia
- Aristolochia paracleta
- Aristolochia paramaribensis
- Aristolochia parviflora
- Aristolochia passiflorifolia
- Aristolochia paucinervis
- Aristolochia paulistana
- Aristolochia peltata
- Aristolochia peltatodeltoidea
- Aristolochia peninsularis
- Aristolochia pentandra
- Aristolochia perangustifolia
- Aristolochia peruviana
- Aristolochia petelotii
- Aristolochia petenensis
- Aristolochia pfeiferi
- Aristolochia phetchaburiensis
- Aristolochia philippinensis
- Aristolochia physodes
- Aristolochia pierrei
- Aristolochia pilosa
- Aristolochia pistolochia
- Aristolochia platanifolia
- Aristolochia pohliana
- Aristolochia poluninii
- Aristolochia polymorpha
- Aristolochia pontica
- Aristolochia poomae
- Aristolochia pothieri
- Aristolochia pringlei
- Aristolochia prostrata
- Aristolochia pseudotriangularis
- Aristolochia pubera
- Aristolochia pubescens
- Aristolochia pueblana
- Aristolochia punjabensis
- Aristolochia purpusii
- Aristolochia putumayensis
- Aristolochia quangbinhensis
- Aristolochia quercetorum
- Aristolochia raja
- Aristolochia repens
- Aristolochia reticulata
- Aristolochia rhizantha
- Aristolochia ridicula
- Aristolochia rigida
- Aristolochia ringens
- Aristolochia robertii
- Aristolochia rodriguesii
- Aristolochia rojasiana
- Aristolochia rostrata
- Aristolochia rotunda
- Aristolochia rugosa
- Aristolochia ruiziana
- Aristolochia rumicifolia
- Aristolochia rumphii
- Aristolochia saccata
- Aristolochia sagittifolia
- Aristolochia samanensis
- Aristolochia samarensis
- Aristolochia samsunensis
- Aristolochia schippii
- Aristolochia schottii
- Aristolochia schreiteri
- Aristolochia schultzeana
- Aristolochia schulzii
- Aristolochia schunkeana
- Aristolochia scytophylla
- Aristolochia secunda
- Aristolochia sempervirens
- Aristolochia sepicola
- Aristolochia sericea
- Aristolochia serpentaria
- Aristolochia sessilifolia
- Aristolochia setosa
- Aristolochia setulosa
- Aristolochia sicula
- Aristolochia silvatica
- Aristolochia sinaloae
- Aristolochia singalangensis
- Aristolochia smilacina
- Aristolochia socorroensis
- Aristolochia sprucei
- Aristolochia stahelii
- Aristolochia stenocarpa
- Aristolochia stenophylla
- Aristolochia stenosiphon
- Aristolochia steupii
- Aristolochia stevensii
- Aristolochia steyermarkii
- Aristolochia stomachoidis
- Aristolochia stuckertii
- Aristolochia styoglossa
- Aristolochia subglobosa
- Aristolochia surinamensis
- Aristolochia tagala
- Aristolochia taliscana
- Aristolochia tamnifolia
- Aristolochia tentaculata
- Aristolochia tequilana
- Aristolochia teretiflora
- Aristolochia theriaca
- Aristolochia thibetica
- Aristolochia thozetii
- Aristolochia thwaitesii
- Aristolochia tigrina
- Aristolochia tomentosa
- Aristolochia tonduzii
- Aristolochia translucida
- Aristolochia transsecta
- Aristolochia transtillifera
- Aristolochia tresmariae
- Aristolochia trianaei
- Aristolochia triangularis
- Aristolochia tricaudata
- Aristolochia trichostoma
- Aristolochia trilobata
- Aristolochia trulliformis
- Aristolochia truncata
- Aristolochia tuberosa
- Aristolochia tubiflora
- Aristolochia tyrrhena
- Aristolochia uhdeana
- Aristolochia urbaniana
- Aristolochia urupaensis
- Aristolochia utriformis
- Aristolochia wageneriana
- Aristolochia valentina
- Aristolochia vallisicola
- Aristolochia wardiana
- Aristolochia variifolia
- Aristolochia warmingii
- Aristolochia watsonii
- Aristolochia weberbaueri
- Aristolochia weddellii
- Aristolochia velutina
- Aristolochia wendeliana
- Aristolochia veracruzana
- Aristolochia veraguensis
- Aristolochia werdermanniana
- Aristolochia versabilifolia
- Aristolochia versicolor
- Aristolochia westlandii
- Aristolochia whitei
- Aristolochia williamsii
- Aristolochia viperina
- Aristolochia vitiensis
- Aristolochia wrightii
- Aristolochia wuana
- Aristolochia xerophytica
- Aristolochia yalaensis
- Aristolochia yungasensis
- Aristolochia zhongdianensis
- Aristolochia zollingeriana
- Aristolochia zonguldakensis